# Embòlia
L'embòlia (del grec émbolos, ἔμβολος, tap) és l'impacte d'una massa no soluble que és transportada pel sistema cardiovascular d'un lloc a un altre. Aquesta massa pot ser de diferents naturaleses: sòlida, líquida o gasosa. A més, pot tenir diversos orígens. L'èmbol és la massa intravascular insoluble que produeix l'embòlia. Rudolf Virchow va emprar el terme per primera vegada l'any 1854. La majoria dels èmbols són trombes o fragments dels mateixos. En aquests casos es parla de tromboembolisme.
El seu principal efecte és produir isquèmies tissulars de major o menor grau en funció del lloc que afecti així com de la mida de l'èmbol (com més gran sigui, pot tapar un vas més important i, per tant, produirà un efecte més extens). En un 2-3 per cent de les embòlies no és possible trobar un origen clar de l'embolisme.

## Causes
Segons el seu origen, les embòlies poden ser pulmonars, sistèmiques o paradoxals.
En l'embòlia pulmonar l'èmbol impacta en les artèries pulmonars, ja que és el lloc on es troben els vasos amb menor calibre d'aquesta part de la circulació menor. Generalment, l'èmbol s'origina en el sistema venós de les extremitats inferiors (per exemple per una trombosi venosa profunda) o al cor dret (per exemple en una arrítmia completa per fibril·lació auricular o en una dilatació de l'aurícula). De manera inusual, la causa de l'embòlia pulmonar és un trombe provinent de les venes profundes d'una extremitat superior, la cateterització inserida durant un estudi electrofisiològic, un estat protrombòtic derivat d'una macroglobulinèmia de Waldenström biclonal, una complicació postquirúrgica de la mastoplàstia d'augment, un traumatisme toràcic, un mixoma biauricular (una neoplàsia benigna del teixit conjuntiu que afecta les dues aurícules cardíaques) o l'exposició continuada de l'individu a grans altituds. A vegades es detecta de manera insospitada al fer una tomografia computada a un malalt amb càncer. El risc d'embòlia pulmonar en les dones augmenta considerablement durant l'embaràs i el puerperi. En un percentatge significatiu de persones amb embòlia pulmonar no es pot identificar una causa clara de l'embolisme. L'embòlia pulmonar massiva és una de les tres principals causes de morbiditat i mortalitat d'origen cardiovascular en els països desenvolupats. S'ha descrit algun rar cas de confusió diagnòstica entre les característiques clíniques i analítiques d'una dissecció aòrtica atípica i les esperables en una embòlia pulmonar.
Es presenta clínicament amb un quadre de dispnea, dolor toràcic i cianosi a causa de la hipòxia. Aquest tipus d'embòlia pot causar infarts pulmonars, embòlies pulmonars de repetició (si no s'elimina l'etiologia dels èmbols) que poden causar hipertensió pulmonar crònica i en les tromboembòlies poden donar-se embòlies anomenades cavalcants (que taponen les bifurcacions de les artèries pulmonars i poden causar la mort de l'individu). Molt eventualment, la primera manifestació d'un embolisme pulmonar agut és la pèrdua de consciència. L'administració continuada d'alguns medicaments, com ara clozapina (un neurolèptic), infliximab (un biofàrmac), desogestrel (un anticonceptiu oral), àcid tranexàmic (un hemostàtic) o clomifè (un inductor de l'ovulació), és un dels factors que afavoreixen el desenvolupament d'una embòlia pulmonar. Les mossegades de l'escurçó de Russell (Daboia russelii), una espècie de serp verinosa vipèrida asiàtica també poden causar embòlies pulmonars. El diagnòstic diferencial de l'embòlia pulmonar inclou el liomiosarcoma cardíac, el limfoma no hodgkinià cardíac invasiu, el sarcoma de l'artèria pulmonar, el càncer de pulmó i la pneumònia per COVID-19.
En l'embòlia sistèmica l'èmbol impacta en els capil·lars o en les arterioles de petit calibre d'òrgans com ara el cor, el cervell, la melsa, els ronyons, l'intestí o a les extremitats inferiors. L'èmbol té el seu origen en les venes pulmonars, el cor esquerre (per una arrítmia, una valvulopatia o per dilatació del cor esquerre) o en el sistema arterial (per l'arterioesclerosi o aneurismes que alliberin èmbols).
Aquest tipus d'embòlies solen originar isquèmia i necrosi tissular (infarts). És un fet inusual que un aneurisma congènit septal en el ventricle esquerre sigui la causa d'una embòlia coronària amb subsegüent infart miocardíac. L'afectació del cor o el cervell pot ser fatal i causar la mort (per això s'ha aplicar tractament precoç quan es detecta l'embòlia i fer profilaxi en pacients de risc i hospitalitzats).
L'embòlia paradoxal és un tipus molt infreqüent i que no sempre té un diagnòstic fàcil. És la que s'origina en el cor dret o el sistema venós (com l'embòlia pulmonar), però que afecta òrgans dependents del sistema circulatori major i no del pulmonar (els òrgans diana són els de l'embòlia sistèmica). Perquè això passe han d'existir diverses condicions. En primer lloc, ha d'haver-hi comunicació entre els dos sistemes (que sol ser interauricular per un forat a l'envà). A més ha d'existir hipertensió arterial al cor dret (per superar el gradient de pressió que hi ha entre els dos sistemes de forma fisiològica), i finalment i lògicament ha d'originar un èmbol. Rares vegades, es produeix en persones adultes amb persistència del forat oval cardíac, causa un accident vascular cerebral isquèmic o un infart agut de miocardi o provoca la isquèmia aguda d'una extremitat superior. Excepcionalment, el seu origen és una síndrome de Lemierre. o una malformació arteriovenosa pulmonar. Els casos de concurrència en un mateix individu d'una tromboembòlia pulmonar i una embòlia paradoxal són força insòlits.

## Tipologia d'èmbols
Quant a la composició dels èmbols es poden classificar en:
1. Tromboembòlia: és el típic cas d'embòlia. Està constituït per material trombòtic (material sanguini coagulat dins dels vasos). Característicament, aquest èmbol no s'adapta a les parets vasculars on es troba, ja que s'ha originat en un altre punt distant del sistema vascular.
  1. Pulmonar: a causa d'una trombosi venosa profunda,[52] freqüent en pacients amb càncer,[53] anèmia hemolítica autoimmunitària,[54] varius,[55] immobilitzats durant molt temps o amb fibril·lació auricular.[56]
  2. Sistèmica: cor esquerre per alteracions del ritme o per estenosi de la vàlvula mitral que comporta una dilatació auricular. També en algunes endocarditis trombòtiques no bacterianes.[57] Antics infarts, en afectar la contracció cardíaca que no és perfecta, també poden facilitar la producció de trombes i embòlies. En el sistema vascular arterial els aneurismes i el colesterol cristal·litzat[58] provinent de plaques d'ateroma trencades també poden generar trombosi.[59]
2. Gasosa: sol ser pel nitrogen o l'oxigen (es produeixen bombolles que taponen els vasos).
  1. Venós:[60] sol ser causat per procediments mèdics invasius del territori venós.[61] Uns 200 centímetres cúbics d'aire poden produir la mort del pacient.[62]
  2. Arterial: sol produir-se en intervencions quirúrgiques. Pot aparèixer com una complicació dels traumatismes toràcics[63] o de la retirada d'un catèter venós central amb subsegüent malformació arteriovenosa pulmonar accidental.[64] Amb menys aire que el venós pot produir la mort i es comporta com una embòlia sistèmica pel que fa als òrgans afectats.[65]
  3. Per nitrogen: això passa quan hi ha una descompressió ràpida, per exemple en els submarinistes que ascendeixen ràpidament sense tenir en compte que passen d'un lloc amb molta pressió a un altre amb menys pressió.[66] Cada 10 metres de profunditat, la pressió augmenta 1 atmosfera. Pot produir la mort quan afecta el SNC.[67] Inhabitualment, la primera manifestació de la malaltia de Rendu-Osler-Weber amb comunicacions anormals entre les artèries pulmonars i les venes pulmonars és una embòlia aèria secundària a un accident disbàric durant el busseig.[68]
  4. Per diòxid de carboni: és poc comuna.[69] Forma part del conjunt de possibles complicacions accidentals de la cirurgia laparoscòpica[70] i de determinades tècniques quirúrgiques emprades en l'exèresi de carcinomes localitzats en els terços inferior i mig del recte.[71] La gravetat del quadre clínic depèn de la velocitat i el volum  de l'entrada de CO2. Té una taxa de mortalitat del 28 per cent.[72]
3. Greix: l'èmbol està format per glòbuls de teixit adipós.[73] Moltes vegades, el seu origen està en la medul·la òssia (ja que està formada per teixit adipós i cèl·lules hematopoètiques).[74] Pot passar en els traumatismes ossis[75] i ser una complicació eventual de la cirurgia ortopèdica,[76] d'un trasplantament de pulmó,[77] d'una liposucció,[78] d'una artroplàstia de maluc[79] o d'una artroscòpia.[80] Sol produir embòlia pulmonar.[81] Rarament, l'embolisme gras apareix en el cervell com a conseqüència d'una anèmia de cèl·lules falciformes.[82] En algunes ocasions, és l'origen d'un infart pulmonar[83] o d'una paraplegia.[84]
4. Líquid amniòtic: es produeix en parts difícils[85] o en avortaments,[86] en els quals el líquid amniòtic que es troba al sac amniòtic penetra en la circulació sanguínia materna, comportant-se com un èmbol.[87] Aquest tipus d'embòlia també pot originar una coagulació intravascular disseminada.[88]
5. Tumoral: Deguda a la infiltració d'estructures vasculars per neoplàsies malignes[89] i, menys comunament, benignes.[90] Les neoplàsies que embolitzen amb més freqüència són els tumors d'origen epitelial o carcinomes,[91] especialment els renals[92] i els hepàtics. No obstant això, el tumor el que sol produir són metàstasis a distància quan penetra en els vasos (originant nous tumors en altres llocs del cos de la mateixa estirp cel·lular que el primari).[93]
6. Sèptic: l'èmbol és material sèptic (pus amb l'agent infecciós).[94] Sol donar-se en l'endocarditis bacteriana.[95] A més de produir embòlies pot originar nous centres infecciosos a distància (en forma d'abscessos habitualment).[96] També la periodontitis greu,[97] els furóncols,[98] l'espondilodiscitis infecciosa (també anomenada osteomielitis vertebral)[99] o la tromboflebitis supurativa[100] poden originar èmbols sèptics. Una complicació important de l'embòlia sèptica pulmonar en drogoaddictes que fan servir la via endovenosa és el pneumotòrax espontani.[101]
7. Cossos estranys: ocorre quan el material que provoca l'embòlia és un material provinent de l'exterior de l'organisme. Per exemple: projectils d'arma de foc[102] o resquills de metralla,[103] fragments d'agulla hipodèrmica,[104] alguns paràsits com els que originen l'equinococcosi quística[105] i de forma iatrogènica quan un catèter venós perifèric introduït amb fins mèdics es trenca i produeix una embòlia pulmonar.[106] Poques vegades, la causa d'aquest tipus d'embòlia són injeccions cosmètiques de silicona[107] o restes del polimetilmetacrilat emprat per estabilitzar els cossos vertebrals durant una vertebroplàstia mínimament invasiva.[108] Una fulla de pi inhalada pot ser, excepcionalment, l'origen d'un embolisme en una de les artèries pulmonars.[109]

## Conseqüències
Les embòlies produeixen situacions d'isquèmia (ja que disminueixen el flux de sang provocant que no s'oxigenen correctament alguns teixits). Aquesta situació s'intenta superar augmentant la circulació col·lateral, encara que en alguns òrgans com el cor això és molt poc freqüent, ja que té pocs vasos col·laterals.
Si el grau d'obstrucció és total o molt important llavors es pot produir l'infart, que és quan la hipòxia és tan intensa que produeix la mort de cèl·lules per necrosi. Aquest és el cas dels infarts de pulmó causats per tromboembòlies pulmonars agudes.